# English Challenge 2012

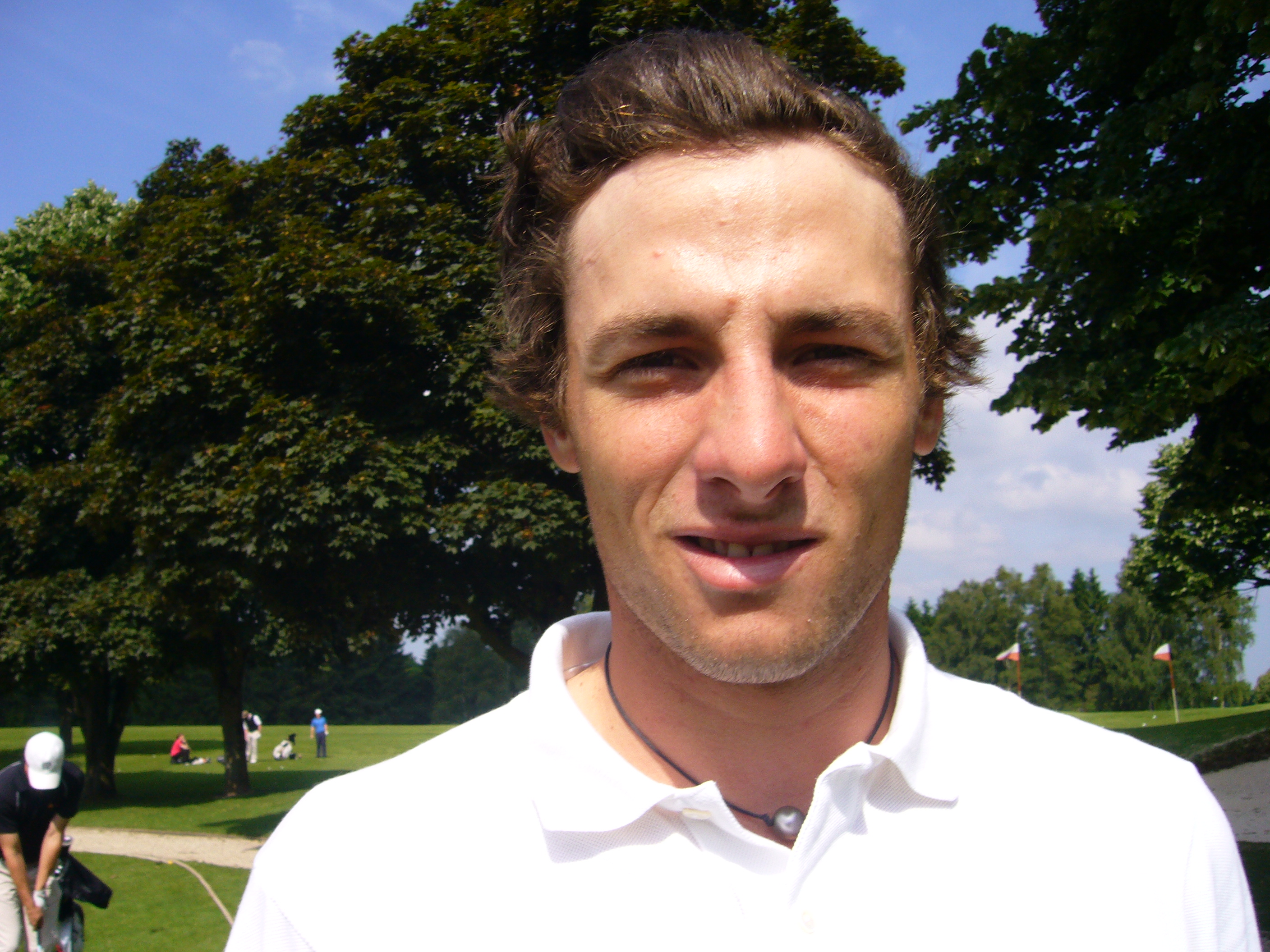
Benjamin Hebert
Winnaar 2011

De English Challenge is een golftoernooi van de Europese Challenge Tour. In 2012 werd de derde editie gespeeld van 26-29 juli, wederom op The Gainsborough-baan van The Stoke, een golfbaan bij het Nayland Hotel in Colchester.
Het prijzengeld was weer € 160.000, waarvan de winnaar € 24.000 kreeg. 

## De baan
Hole 10 wordt de 'signature hole' genoemd, hier speel je twee keer over hetzelfde water, eerst met de afslag en dan naar de green. 

De par-3 holes op deze baan verschillen onderling zeer. Hole 3 is slechts 102 meter downhill, terwijl hole 11 203 meter is. Hole 7 is 157 meter lang, maar hier ligt de green hoger dan de tee en is daardoor niet te zien. De baan eindigt met een par 3 wat niet vaak voorkomt. Hij is 175 meter lang.

## Verslag
De par van de baan is 72.

Een van de nieuwe gezichten op de Challenge Tour is Sean Jacklin, de zoon van Tony Jacklin. In 2007 caddiede hij voor zijn vader op het Brits Open. Dit is zijn tweede toernooi.

#### Ronde 1

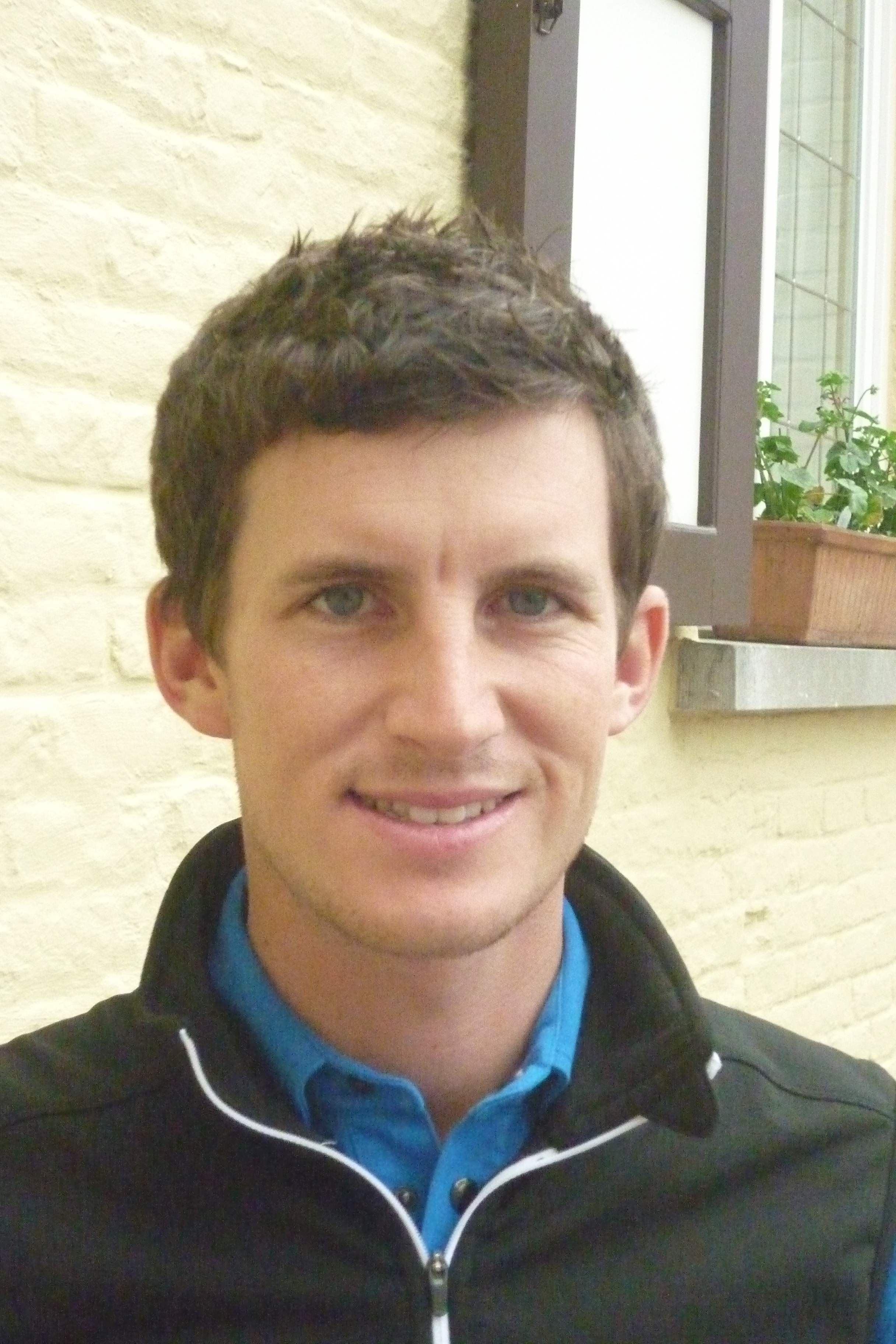
Chris Paisley, winnaar 2012

Na de eerste ronde stonden Robert Dinwiddie en Stuart Manley samen aan de leiding met een score van -7. Jurrian van der Vaart had een score van -3 en kwam daarmee op de 13de plaats. De beste Belg was Laurent Richard met level par.

#### Ronde 2
Robert Dinwiddie maakte weer een ronde van 65 en ging met -14 aan de leiding. De spelers die level par of beter stonden, kwalificeerden zich voor ronde 3, daar hoorden de Nederlanders en Belgen niet bij.

#### Ronde 3
Ronde 3 wordt vaak 'Moving Day' genoemd, want om te kunnen winnen moet je zorgen dat je in de derde ronde een goede uitgangspositie verovert. Een goed voorbeeld was Chris Paisley, die een ronde van 65 noteerde, terwijl Dinwiddie, de leider van ronde 1 en 2, ineens een ronde van 77 maakte. 

#### Ronde 4
Paisley speelde in de laatste partij met Stuart Manley die met een dubbel-bogey begon en nog wat steken liet vallen, dus die vormde geen bedreiging voor Paisley meer, maar voor hen speelde Francis McGuirk, die op hole 5 Paisley inhaalde. Paisley en McGuirk hadden beiden nog nooit op de Challenge Tour gewonnen. Een bogey en een dubbel-bogey op hole 11 en 13 van McGuirk werden gevolgd door twee bogeys van Paisley. Uiteindelijk behaalde Paisley zijn eerste overwinning op de Challenge Tour.

James Busby was de enige die alle rondes onder 70 scoorde. Hij eindigde op de gedeeld 5de plaats.
| Naam                  | R1 | R1  | Nr   | R2 | R2 | Totaal | Nr  | R3 | R3 | Totaal | Nr | R4 | R4 | Totaal | Eindstand |
| --------------------- | -- | --- | ---- | -- | -- | ------ | --- | -- | -- | ------ | -- | -- | -- | ------ | --------- |
| Chris Paisley         | 68 | -4  | T5   | 68 | -4 | -8     | T11 | 65 | -7 | -15    | 1  | 71 | -1 | -16    | 1         |
| Francis McGuirk       | 66 | -6  | 3    | 72 | -1 | -7     | T14 | 67 | -5 | -12    | 3  | 70 | -2 | -14    | 2         |
| Robert Dinwiddie      | 65 | -7  | T1   | 65 | -7 | -14    | 1   | 77 | +5 | -9     | T6 | 73 | +1 | -8     | T7        |
| Stuart Manley         | 65 | -7  | T1   | 68 | -4 | -11    | 2   | 70 | -2 | -13    | T2 | 78 | +6 | -7     | T14       |
| Laurent Richard       | 72 | par | T40  | 74 | +2 | +2     | MC  |    |    |        |    |    |    |        |           |
| Jurrian van der Vaart | 69 | -3  | T13  | 79 | +7 | +4     | MC  |    |    |        |    |    |    |        |           |
| Floris de Vries       | 76 | +4  | T101 | 73 | +1 | +5     | MC  |    |    |        |    |    |    |        |           |
| Nicolas Vanhootegem   | 80 | +8  | T142 | 75 | +3 | +11    | MC  |    |    |        |    |    |    |        |           |
| Pierre Relecom        | 76 | +4  | T126 | 81 | +9 | +13    | MC  |    |    |        |    |    |    |        |           |

| Leider |  | Toernooirecord |

## De spelers
| - Jamie Abbott - Benny Ahlenback - Antti Ahokas - Björn Åkesson - Byeong-hun An - Phillip Archer - Benn Barham - Jason Barnes - Sion E. Bebb - Seve Benson - Adrien Bernadet - Nino Bertasio - Wallace Booth - Christophe Brazillier - Daniel Brooks - Mark Brown - Steven Brown - Alessio Bruschi - Sebastian Buhl - James Busby - Laurie Canter - Baptiste Chapellan - Graeme A. Clark - Tiago Cruz - Matthew Cryer - Jens Dantorp - Stuart Davis - Raphaël de Sousa - Floris de Vries - Gavin Dear - François Delamontagne - Matteo Delpodio - Robert Dinwiddie - Jack Doherty - Paul Doherty - Nick Dougherty - Paul Dwyer - Mattias Eliasson - Stefan Engell Andersen | - Klas Eriksson - Ben Evans - Philipp Fendt - Charlie Ford - Matt Ford - Billy Fowles - Florian Fritsch - Chris Gane - Jordi García Pinto - Sebi García - Daniel Gaunt - Jordan Gibb - Ganeev Giddie - Max Glauert - Luke Goddard - Craig Goodfellow - Stephen Grant - Julien Grillon - Mark F. Haastrup - Matt Haines - Anders Schmidt Hansen - Joachim B Hansen - Chris Hanson - Andreas Hartø - Tyrrell Hatton - James Heath - Billy Hemstock - Nuno Henriques - James Hepworth - Marcus Higley - Stiggy Hodgson - Antonio Hortal - Garry Houston - Jeppe Huldahl - Sean Jacklin - Lasse Jensen - Allen John - Peter Kaensche - Alexandre Kaleka | - Janne Kaske - Farren Keenan - Alexander Knappe - Brooks Koepka - Espen Kofstad - Mikko Korhonen - Dennis Küpper - David Law - Martin Lemesurier - Niklas Lemke - Trent Leon - Simon Lilly - José-Filipe Lima - Jamie Little - Chris Lloyd - Gary Lockerbie - Michaël Lorenzo-Vera - Callum MacAulay - Morten Madsen - Andrew McArthur - Francis McGuirk - Jamie McLeary - Joakim Mikkelsen - César Monasterio - Colm Moriarty - Åke Nilsson - Matthew Nixon - Adrian Otaegui - Chris Paisley - Jason Palmer - Ben Parker - John Parry - Eddie Pepperell - Andrea Perrino - Scott Pinckney - Joakim Rask - Paul M. Reed - Pierre Relecom - Laurent Richard | - Raymond Russell - Charles-Edouard Russo - Elliot Saltman - Lloyd Saltman - Hugo Santos - Romain Schneider - Jack Senior - Dan Seymour - David J Smith - Anthony Snobeck - Matthew Southgate - Paul Streeter - Jakub Svoboda - Andrew Tampion - Steven Tiley - Mark Tullo - Peter Uihlein - Jurrian van der Vaart - Daniel Vancsik - Nicolas Vanhootegem - Alvaro Velasco - Johan Wahlquist - Simon Wakefield - Richard Wallis - Justin Walters - Tom Whitehouse - Olly Whiteley - Dale Whitnell - Robin Wingardh - Darren Wright Amateurs - Oliver Carr - Jack Hiluta - Ben Loughrey - Garrick Porteous - Neil Raymond - Ben Stow |